# Kristu tal-Baħħara
Kristu tal-Baħħara – pomnik Jezusa Chrystusa umieszczony pod wodą, dwa kilometry od wybrzeża Malty na głębokości 35 metrów. Inna nazwa Chrystus Marynarzy.

## Historia
Autorem pomnika był maltański rzeźbiarz Alfred Camilleri Cauchi. Pomysłodawcą był nurek Raniero Borg, a posąg miał upamiętnić pierwszą wizytę papieża Jana Pawła II na Malcie w 1990 roku. Pomysł ustawienia pomnika pod wodą nie był nowy, wzorowano go na wykonanej z brązu figurze Cristo degli abissi w San Fruttuoso we Włoszech. Maltański został wykonany z betonu i pokryty włóknem szklanym. Waży około 13 ton. Posąg został zatopiony w 26 maja 1990 roku w pobliżu Wyspy Świętego Pawła w obecności papieża.
Po dziesięciu latach, ponieważ pogorszyła się widoczność i coraz mniej nurków odwiedzało pomnik przeniesiono go do Qawra, dzielnicy Saint Paul’s Bay. Został umieszczony w pobliżu wraku promu Imperial Eagle. 